# Friedrich Simon Loeffler
Friedrich Simon Loeffler auch: Löffler; (* 9. August 1669 in Leipzig; † 26. Februar 1748 ebenda) war ein deutscher evangelisch-lutherischer Theologe und Autor.

## Leben
Loeffler war der Sohn von Simon Loeffler, dem Archidiakons an der Thomaskirche in Leipzig und dessen Frau Anna Katherina (geborene Leibnütz oder Leibnitz, * 1. August 1648; † 13. Februar 1672) sowie der Neffe und Erbe von Gottfried Wilhelm Leibniz. Er gehörte genealogisch zu der aus Nürnberg stammenden Leipziger Patrizierfamilie Scherl.
Loeffler studierte an der Universität Leipzig, erhielt dort zunächst 1689 seinen Magister-Titel, dann seinen Baccalaureus der Theologie. Ab 1695 arbeitete er bis zu seiner Emeritierung 1745 rund ein halbes Jahrhundert als Pfarrer in Probstheida, „Holtzhausen“ und Zuckelhausen. Anschließend zog er zurück in seine Geburtsstadt, wo er 1748 starb. Löffler war mit dem seinerzeit in Hannover an der „Kurfürstlichen Bibliothek“ tätigen Bibliothekar Daniel Eberhard Baring befreundet, der nach dem Tod des Universalgelehrten im Auftrag Löfflers die „Leibniz-Bibliothek“ verzeichnete. Als Neffe und Erbe von Gottfried Wilhelm Leibniz stand Friedrich Simon Löffler mit dem Universalgelehrten auch brieflich in Kontakt.

## Schriften (Auswahl)
- mit Johann Lorenz Weidner: De literis Bellerophonteis Oder von Urias-Brieffen … Guntherus, Lipsiae 1690 (reader.digitale-sammlungen.de).
- Specimen Exegeseos Sacrae In Explanatione Parabolae De Patrefamilias Et Operariis In Vinea Atque Gnomes Primi Erunt Extremi Et Extremi Primi Quibus Salvator In Oratione Ad Discipulos De Praemiis Credentium Usus Est Matth. XIX, 30. XX, 1.–16. Frieder. Lankisii, Lipsiae 1726, 11547693 im VD 18., urn:nbn:de:bsz:14-db-id3510076369.
- Doppelte Nachricht von der Römischen Kirchen Jubel-Jahren, deren die Erste- eine Historische, Welche ihre Ceremonien, Jahre und Medaillen / und wie sie von 1300 bis 1700 gefeyret worden, vorträgt; Die andere / Eine Theologische, Welche, was von denselben überhaupt, und absonderlich derselben Nutzen, welcher der Ablaß, zu halten, lehret. Nebenst einem Anhange, / Wie / Die Conduite und das Reformiren des ietzigen Haupts der Römischen Kirchen von den Evangelischen anzusehen, herausgegeben von Friedrich Simon Löfflern, Predigern des Wortes GOttes. Friedrich Lankischens Erben, Leipzig 1725 (archive.org).
- Epist. ad Georg. Serpilium de veribus qui in soluta novi faederis oratione habentur.[2]
- Vollständiges Kirchenbuch: Darinnen Die Evangelia und Episteln auf alle Fest-, Sonn- und Apostel-Tage durchs gantze Jahr, Die Historien von dem schmertzlichen Leiden und der frölichen Auferstehung des Herrn Christi … Die drey Haupt-Symbola … Und Vieler Collecten … Wie auch Der kleine Catechismus Lutheri, die Kirchen-Agenda, Ehe-Ordnung und allgemeinen Gebete … enthalten, … Anietzo von neuem mit Fleiß übersehen, und mit einer besondern Vorrede herausgegeben. Friedrich Lanckischens Erben, Leipzig 1743, 11532114 im VD 18..

Von Loeffler sind auch Leichenpredigten überliefert, etwa für Johann George Lucius (1716) oder Margarete Lohr (1718).